# Dennis Sand
Dennis Sand (* 1985 in Bonn) ist ein deutscher Autor und Redakteur der WELT-Gruppe. Zuvor hat er für Die Zeit, den Stern, die Süddeutsche Zeitung und das Rolling Stone Magazine geschrieben. Er behandelt Themen im Spektrum von Zeitgeist und Popkultur.

## Werdegang
Er studierte Theater-, Medien- und Literaturwissenschaften sowie Journalismus in Bonn, Bayreuth und Hamburg.
Journalistisch arbeitet Sand hauptsächlich zu popkulturellen und gesellschaftlichen Themen. 2014 schrieb er eine Polemik über seinen ehemaligen Studienort Bayreuth, mit dem Titel „Warum Bayreuth die urdeutsche Hölle auf Erden ist“, welcher in der oberfränkischen Stadt für Diskussion und Kontroversen sorgte.
Sein Buch Yellow Bar Mitzvah, das er gemeinsam mit dem Rapper Sun Diego verfasste, stand im März 2018 drei Wochen in den Top 20 der Spiegel-Bestsellerliste, laut Buchreport neun Wochen unter den Besten 50 Sachbüchern. Sein Buch, dass er gemeinsam mit dem YouTuber MontanaBlack veröffentlichte, erreichte Platz 1 der SPIEGEL-Bestsellerliste. Laut Media Control war das Buch eins der meistverkauften Sachbücher 2019, das dazugehörige Hörbuch war auf Spotify das am meisten gestreamte Hörbuch 2019. Auch die Fortsetzung MontanaBlack II schaffte es auf  Platz 1 der Bestsellerliste. Im Jahr 2022 veröffentlichte er als Co-Autor die Bushido-Biografie „Anis“, die ebenfalls in die SPIEGEL-Bestsellerliste einstieg. Im Juni 2024 schrieb er als Co-Autor gemeinsam mit Jan Ullrich das Buch „Himmel, Hölle – und zurück ins Leben“, in dem Ullrich seine sportlichen Erfolge, aber auch seinen Drogen-Absturz umfassend reflektiert.
Sand lebt in Berlin und Hamburg.

## Werke
- Sun Diego, Dennis Sand: Yellow Bar Mitzvah: Die sieben Pforten vom Moloch zum Ruhm. riva Verlag, 2018, ISBN 978-3-7423-0571-8 (224 S.).
- Marcel Eris, Dennis Sand: MontanaBlack: Vom Junkie zum YouTuber. riva Verlag, München 2019, ISBN 978-3-7423-0959-4 (272 S.).
- Marcel Eris, Dennis Sand: MontanaBlack II: Vom YouTuber zum Millionär. riva Verlag, München 2021, ISBN 978-3-96775-019-5 (256 S.).
- Bushido, Dennis Sand: Anis. riva Verlag, München 2022. ISBN 978-3-96775-056-0 (224 S.).
- Jan Ullrich, Dennis Sand: Himmel, Hölle – und zurück ins Leben. Next Level-Verlag, Rosenheim 2024. ISBN 978-3949458729 (272 S.)